# Farní sbor Českobratrské církve evangelické v Jeseníku
Farní sbor Českobratrské církve evangelické v Jeseníku je sborem Českobratrské církve evangelické v Jeseníku. Sbor spadá pod Moravskoslezský seniorát. K bohoslužbám využívá místní evangelický kostel.
Sbor byl založen roku 1946.
Farářkou sboru je Daniela Havirová, kurátorkou sboru Hana Pecinová.

## Faráři sboru
- Jaroslav Čihák (1949–1954)
- Jaroslav Čihák (1954–1961)
- Lubomír Kabíček (1966–1981)
- Jan Krupa (1984–1991)
- Tomáš Molnár (1993–1997)
- Tomáš Molnár (1997–1999)
- Pavel Prejda (2000–2008)
- Daniela Havirová (od 2009)